# Линза Френеля

Поперечное сечение
(1) линзы Френеля и
(2) обычной линзы

Ли́нза Френе́ля представляет собой оптическую деталь со сложной ступенчатой поверхностью. Она может заменить как сферическую, так и цилиндрическую линзы, а также другие оптические детали, например, призмы, при этом ступени такой линзы могут быть разграничены концентрическими, спиральными или линейными канавками. Является частным случаем ступенчатых преломляющих (или отражающих) френелевых поверхностей.

## История
Идея создания более тонкой, более лёгкой линзы в виде серии кольцевых ступеней часто приписывалась Жоржу-Луи Леклерку де Бюффону. В то время как де Буффон предлагал шлифовать такую линзу из одного куска стекла, маркиз де Кондорсе (1743-1794 гг.) предложил изготавливать её с отдельными секциями, установленными в раме. Французскому физику и инженеру Огюстену Жану Френелю чаще всего приписывали разработку многокомпонентной линзы для использования в маяках. Согласно журналу Smithsonian, первая линза Френеля была использована в 1823 году в Кордуанском маяке в устье лимана Жиронды; его свет можно было увидеть с расстояния более 32 км (20 миль). Шотландскому физику сэру Дейвиду Брюстеру приписывали убеждение руководства Британии использовать эти линзы в своих маяках.

## Строение
Линза Френеля, заменяющая сферическую линзу, состоит из концентрических колец, каждое из которых представляет собой участок конической поверхности с криволинейным профилем и является элементом поверхности сплошной линзы. Предложена Огюстеном Френелем для морских маяков.
Благодаря такой конструкции линза Френеля имеет малую толщину и вес даже при большой угловой апертуре. Сечения колец у линзы построены таким образом, чтобы снижалась её сферическая аберрация, и лучи точечного источника, помещённого в фокусе линзы, после преломления в кольцах выходят практически параллельным пучком (в кольцевых линзах Френеля).
Линзы Френеля бывают кольцевыми и поясными. Кольцевые концентрируют световой поток в одном направлении, поясные — по всем направлениям в определённой плоскости.
Диаметр линзы Френеля может составлять от долей сантиметра до нескольких метров. Крупные линзы, например, маячные, изготавливают сборными из множества отдельных оптических элементов на общем металлическом каркасе.

## Применение

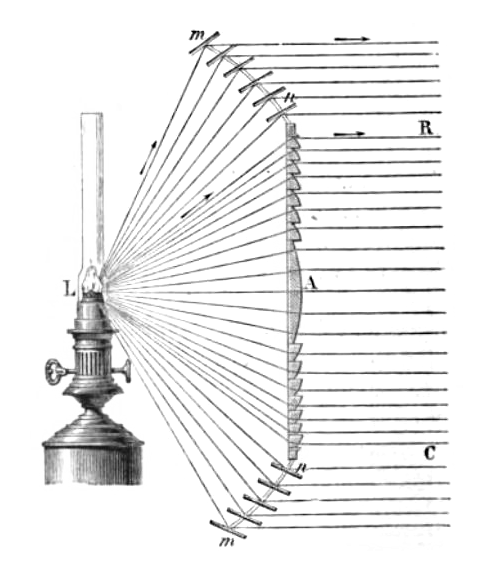
Создание параллельного пучка света линзой Френеля (находится в центре)

Сечение плоско-выпуклой линзы. Поскольку оптический эффект достигается криволинейной поверхностью, часть материала линзы, не влияющая на кривизну, может быть удалена для получения более тонкой линзы. При этом линза становится ступенчатой и состоит из кольцевых зон

Основным недостатком линзы Френеля по сравнению с обычными линзами и традиционными объективами является высокий уровень паразитной засветки и разного рода «ложные изображения» из-за наличия переходных краевых участков между зонами, поэтому её использование для построения оптически точных изображений затруднено. Тем не менее уже есть положительный опыт построения и таких оптических систем. Перспективным направлением может быть построение космических телескопов диаметра в десятки и сотни метров с использованием линз Френеля на основе тонких мембран.
Линзы Френеля применяют:
- в осветительных устройствах, особенно подвижных, для минимизации веса и затрат на перемещение;
- в крупногабаритных фокусирующих системах морских маяков, в проекционных телевизорах, оверхед-проекторах (кодоскопах), фотовспышках, навигационных огнях, светофорах, железнодорожных линзовых светофорах и семафорных фонарях и фонарях пассажирских вагонов, в автомобильных и мотоциклетных фарах;
- в основе современных безочковых 3D-телевизоров некоторых производителей (см. лентикулярный линзовый растр)[11];
- в шлемах виртуальной реальности;
- в инфракрасных (пирометрических) датчиках движения охранной сигнализации;
- в линзовых антеннах;
- в оптико-локационной станции истребителя-бомбардировщика пятого поколения Lockheed Martin F-35 Lightning II;
- в солнечных тепловых электростанциях[12].

В зеркальных фотоаппаратах линзу Френеля используют вместо плоско-выпуклой коллективной линзы, которая строит изображение выходного зрачка объектива в плоскости окуляра видоискателя. Таким образом достигается равномерная яркость изображения в пределах всего кадра и удобство визирования. Кольцевую структуру линзы маскируют матированием плоской поверхности, предназначенной для фокусировки объектива, а паразитное рассеивание не оказывает влияния на изображение.
Выпускают тонкие плоские лупы с размером до книжного листа, представляющие собой лист прозрачного пластика, на котором оттиснута линза Френеля. Линза Френеля в виде пластиковой плёнки, наклеенной на заднее стекло автомобиля, уменьшает мёртвую (невидимую) зону позади автомобиля при взгляде через зеркало заднего вида. Перспективным считается использование линз Френеля в качестве концентратора солнечной энергии для солнечных батарей, позволившее довести КПД солнечных элементов до 44,7 %.

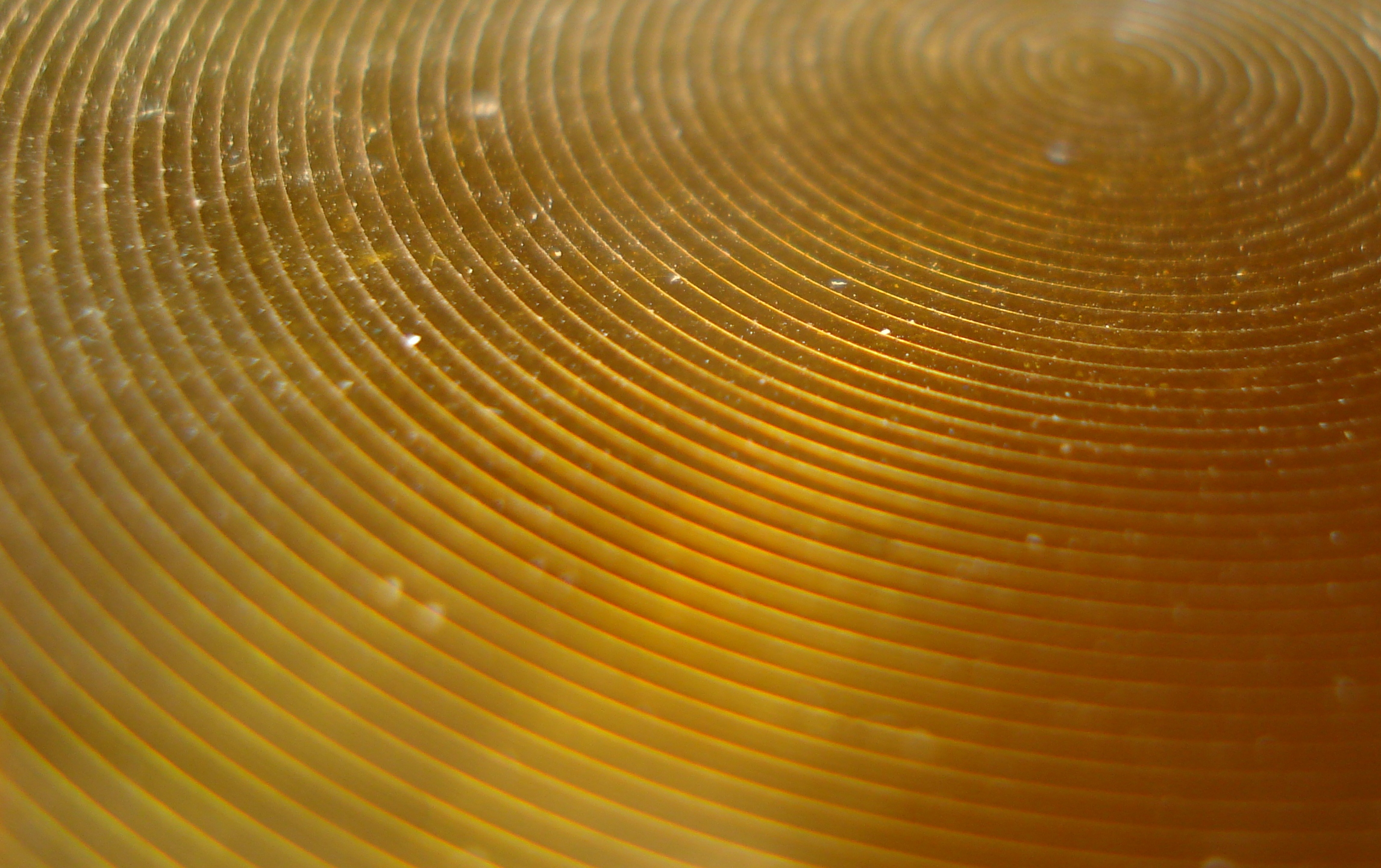
Плоский, тонкий, прозрачный и гибкий пластиковый лист (лентикулярный линзовый растр), имеющий концентрические круги на нём, действует как линза Френеля
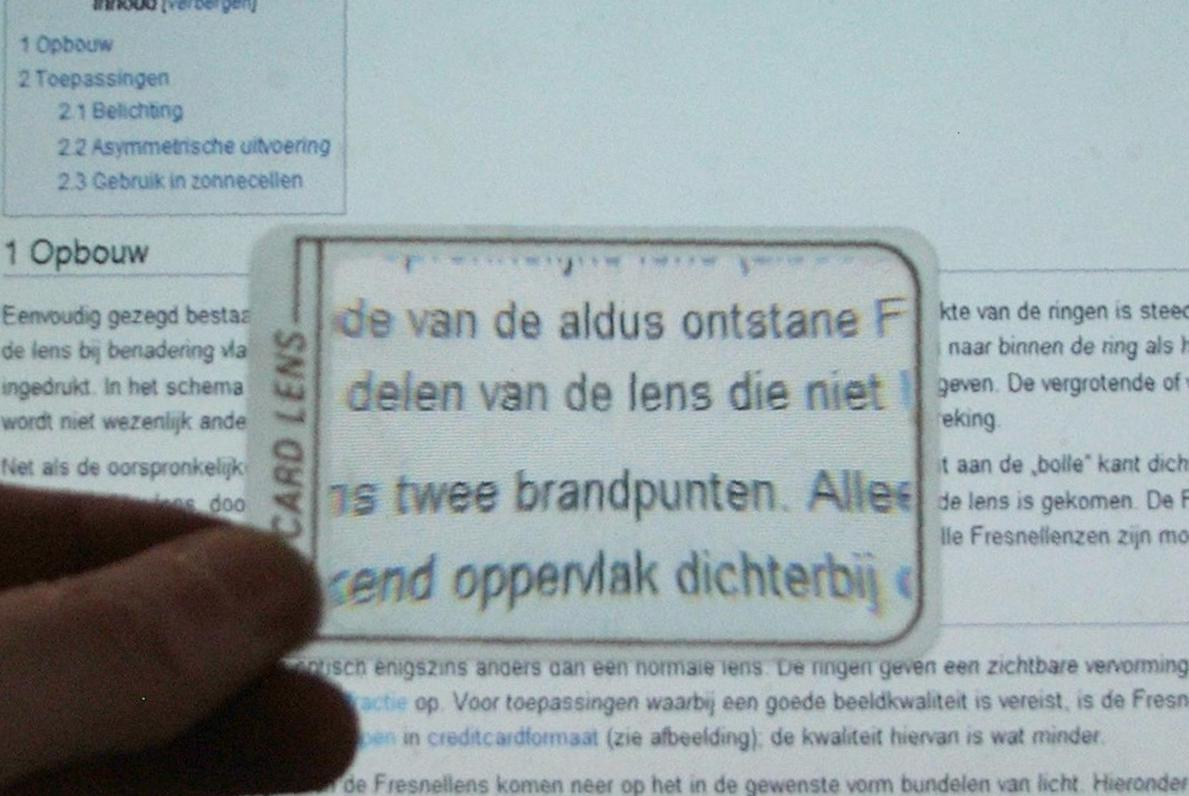
Френелевская лупа размером с кредитную карту
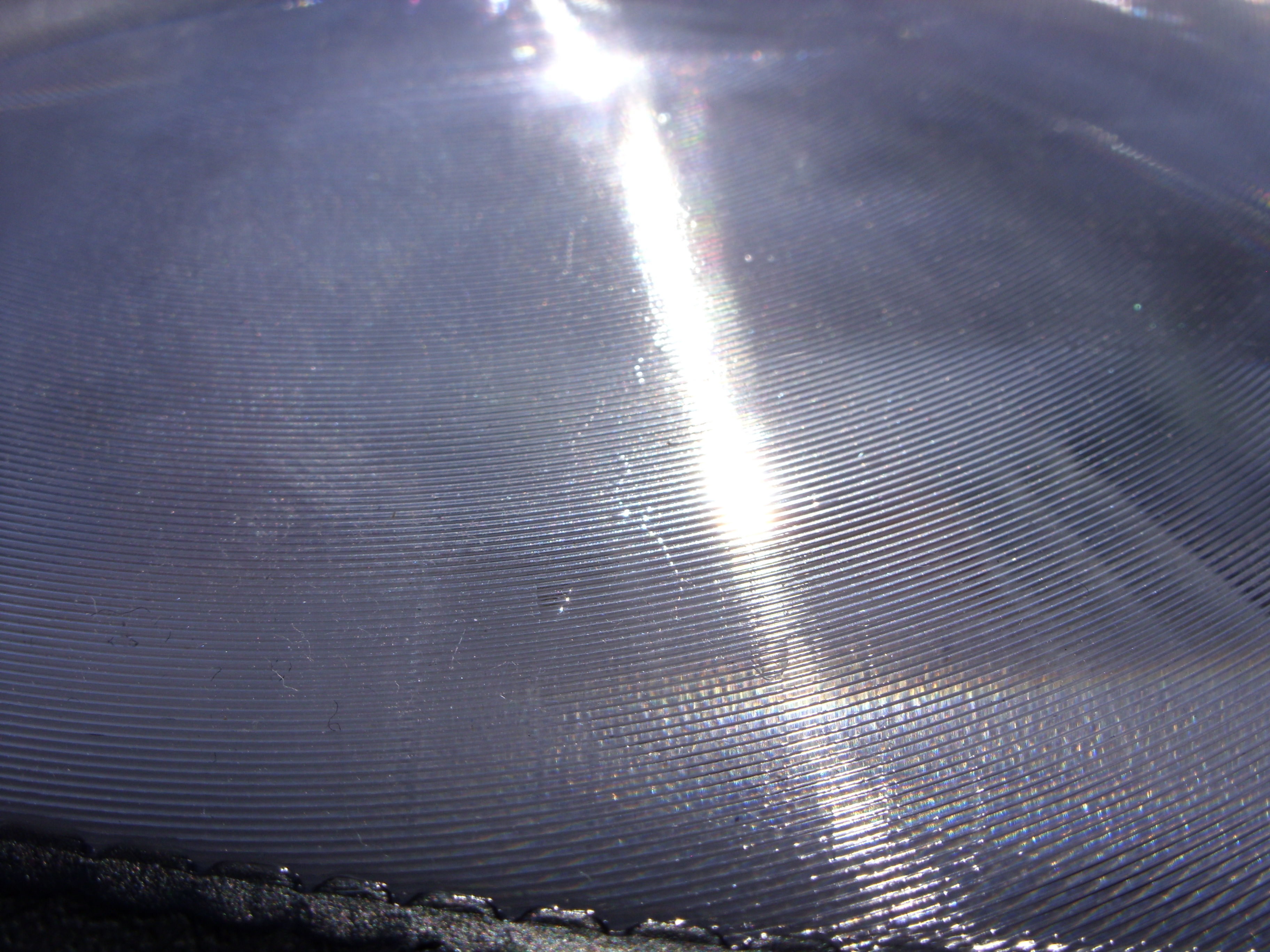
Макрофотография поверхности линзы Френеля
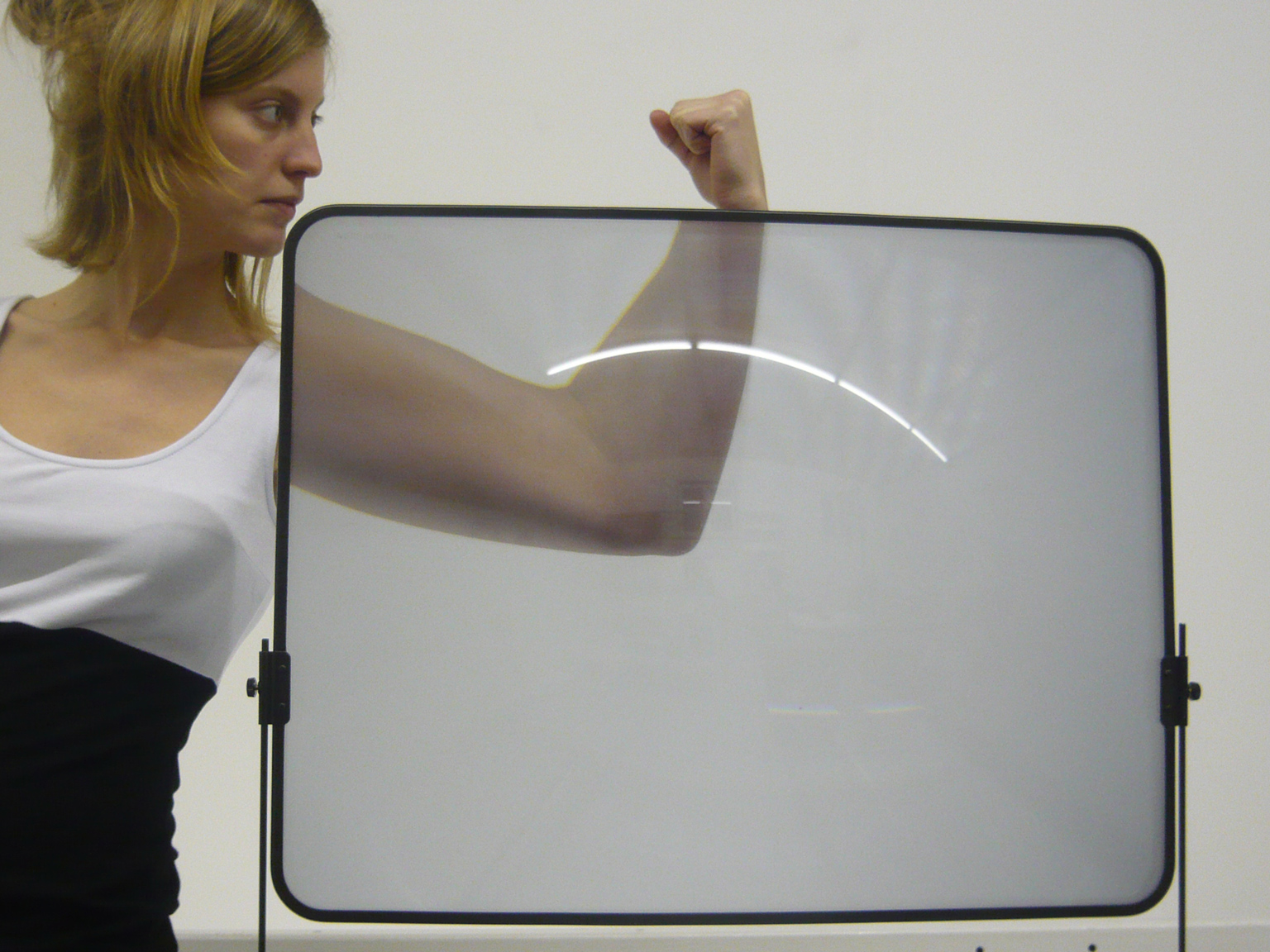
Линза Френеля для увеличения изображения на экране телевизора;  у данной линзы практически отсутствует дисторсия
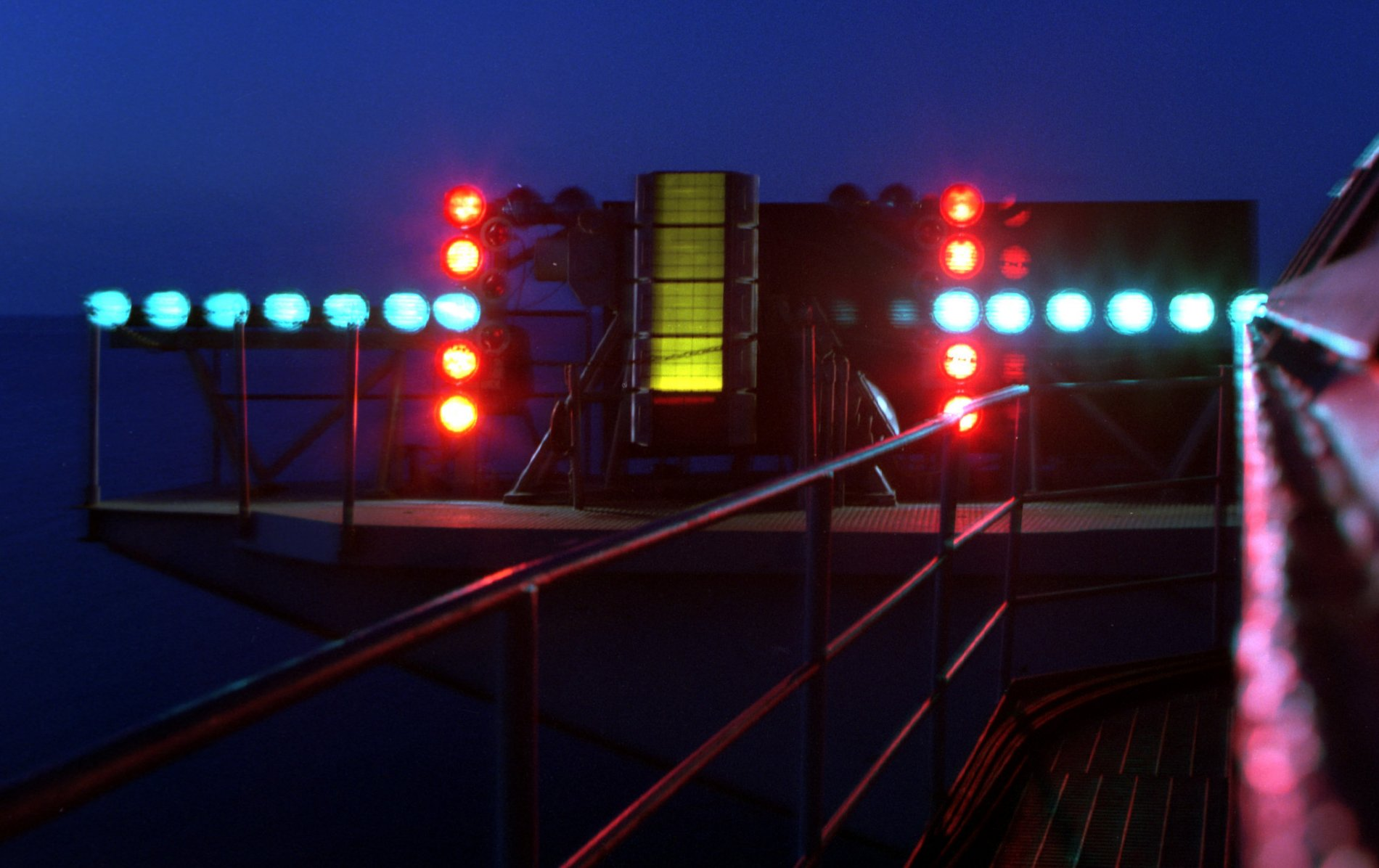
Вид на освещенный край кромки оптической системы посадки линзы Френеля на борту атомного авианосца «Дуайт Эйзенхауэр»
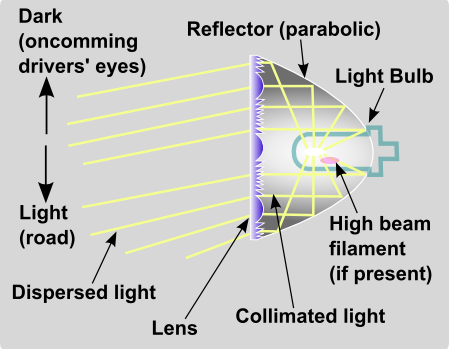
Принципиальная схема рассеивания света в фаре, где одна часть света отражается от параболического зеркала и преломляется через линзу Френеля
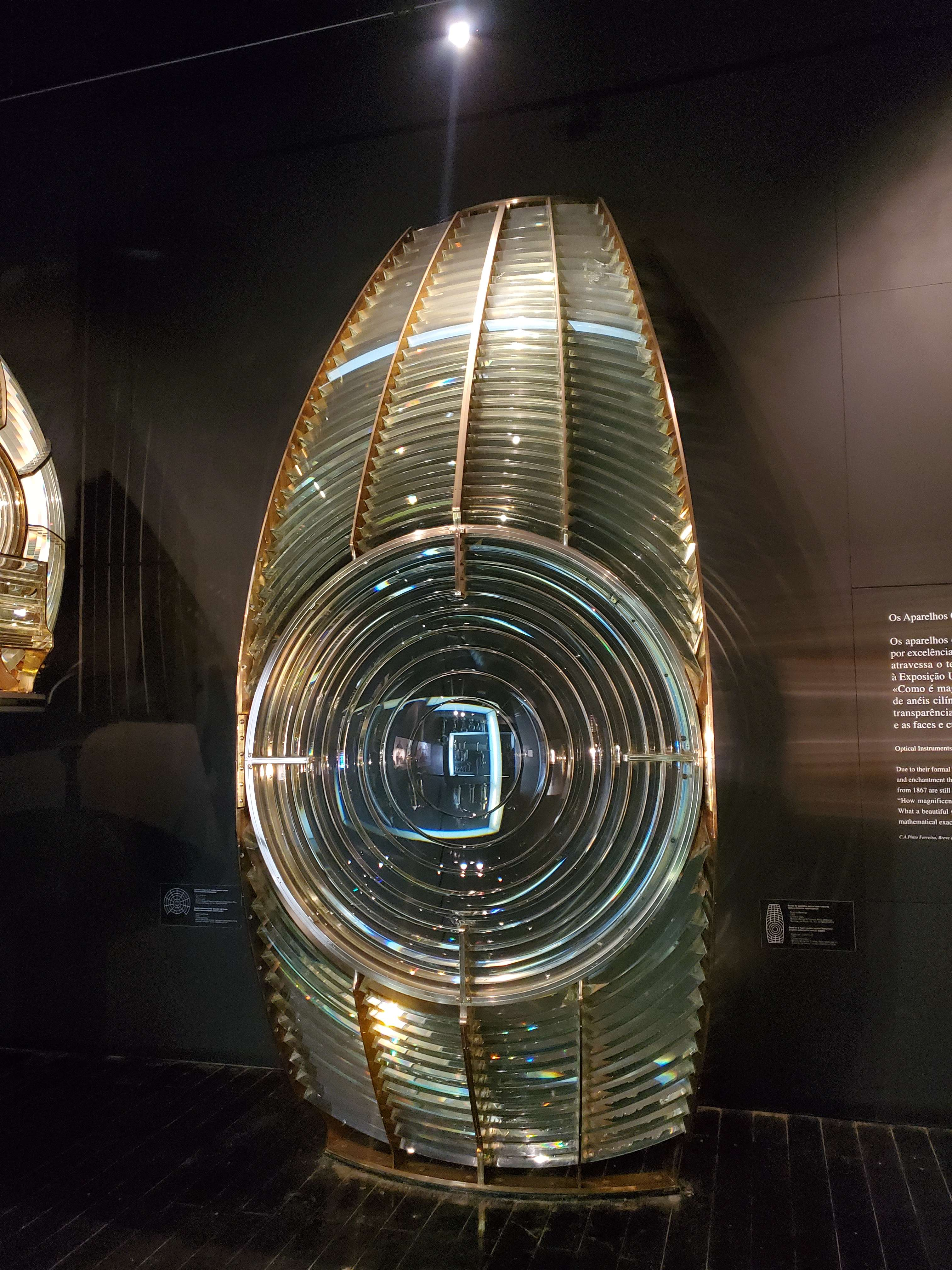
Гиперрадиантная линза Френеля[англ.] высотой 3,7 м в Музее Маяка Санта-Марта
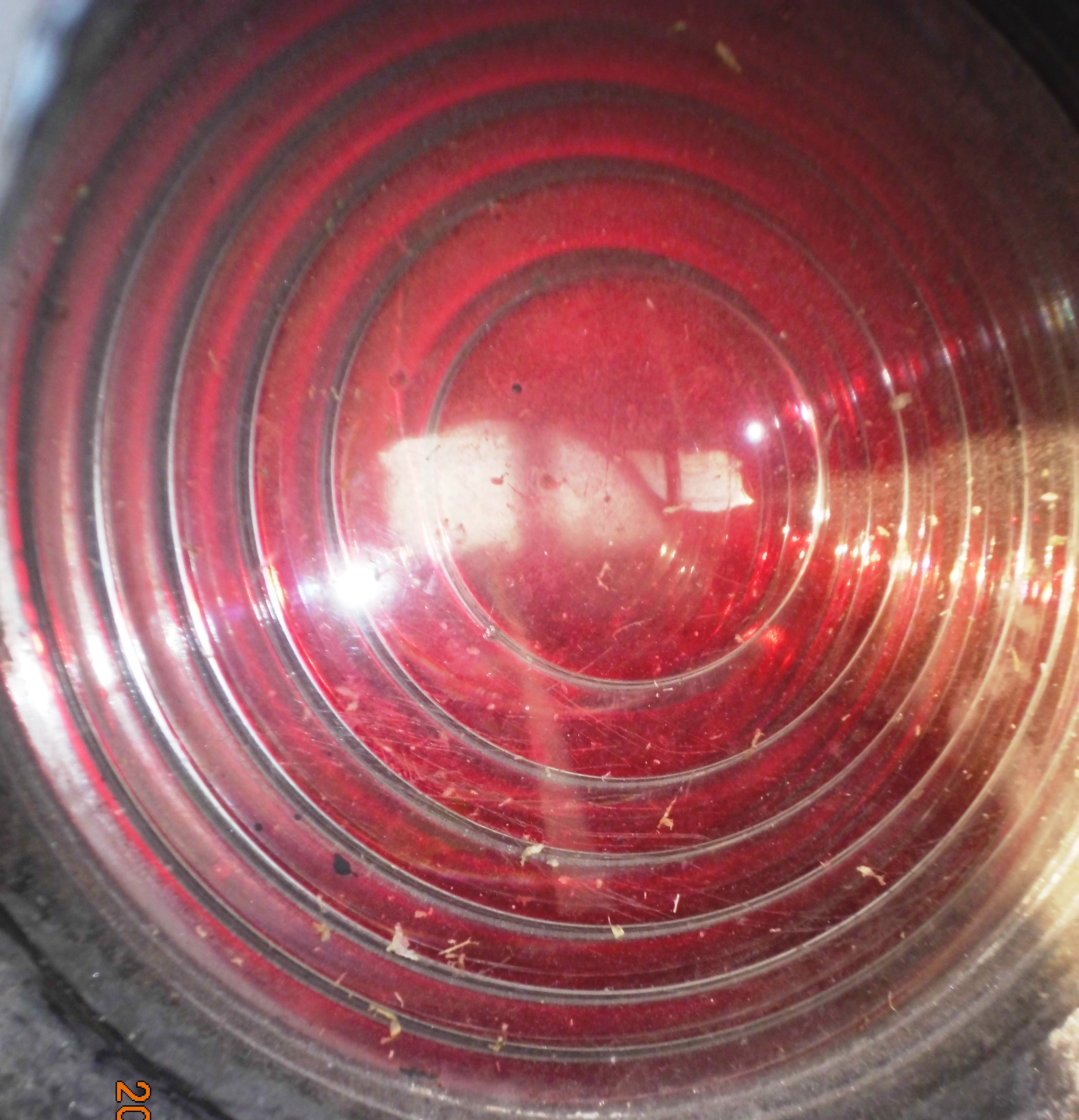
Линза Френеля маршрутного светофора
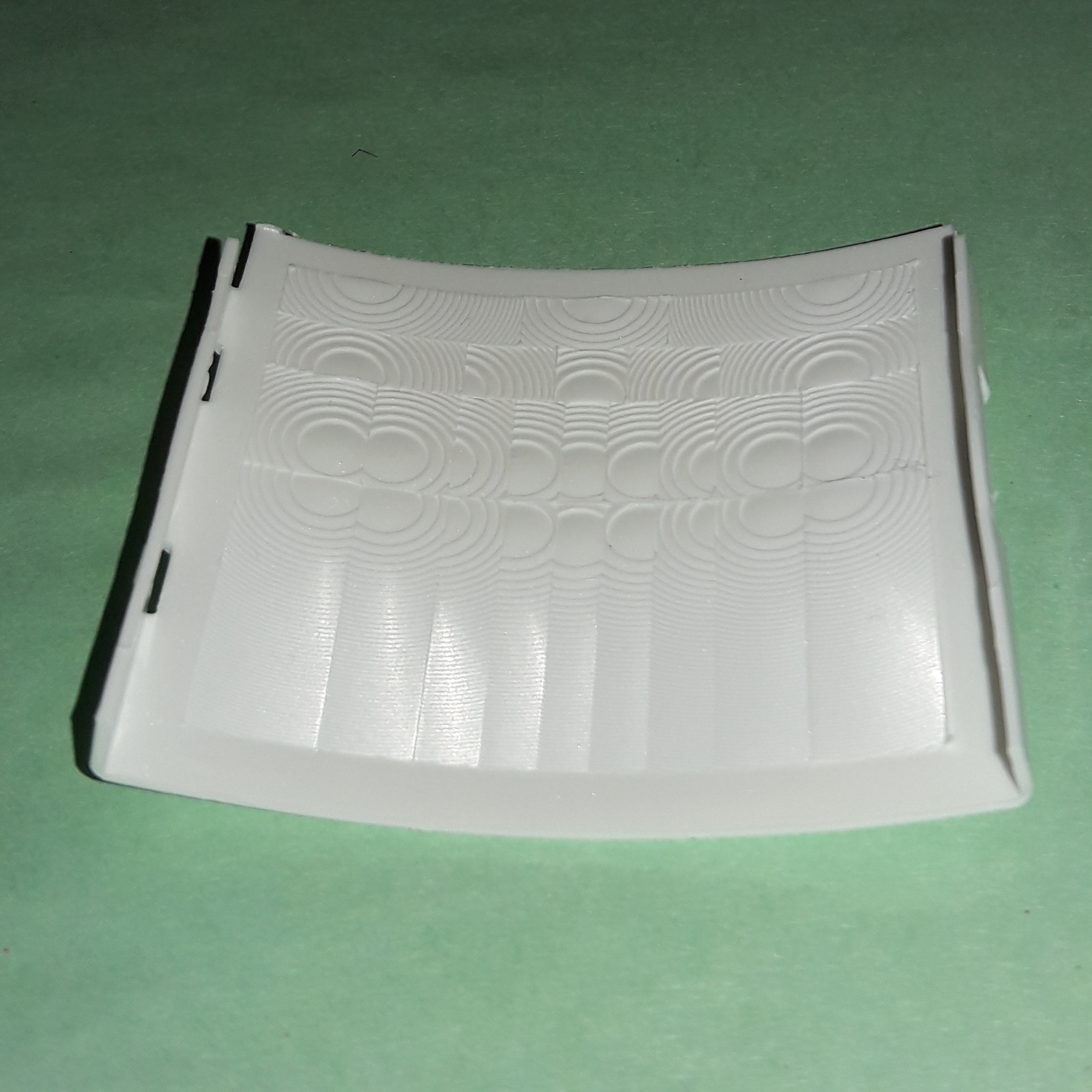
Фасетный фокусирующий элемент охранного извещателя для инфракрасного излучения с линзами Френеля